# Azamgarh (Distrikt)
Der Distrikt Azamgarh (Hindi: आज़ामगढ़ जिला) ist ein Distrikt des indischen Bundesstaats Uttar Pradesh. Verwaltungszentrum ist die namensgebende Stadt Azamgarh.

## Geografie

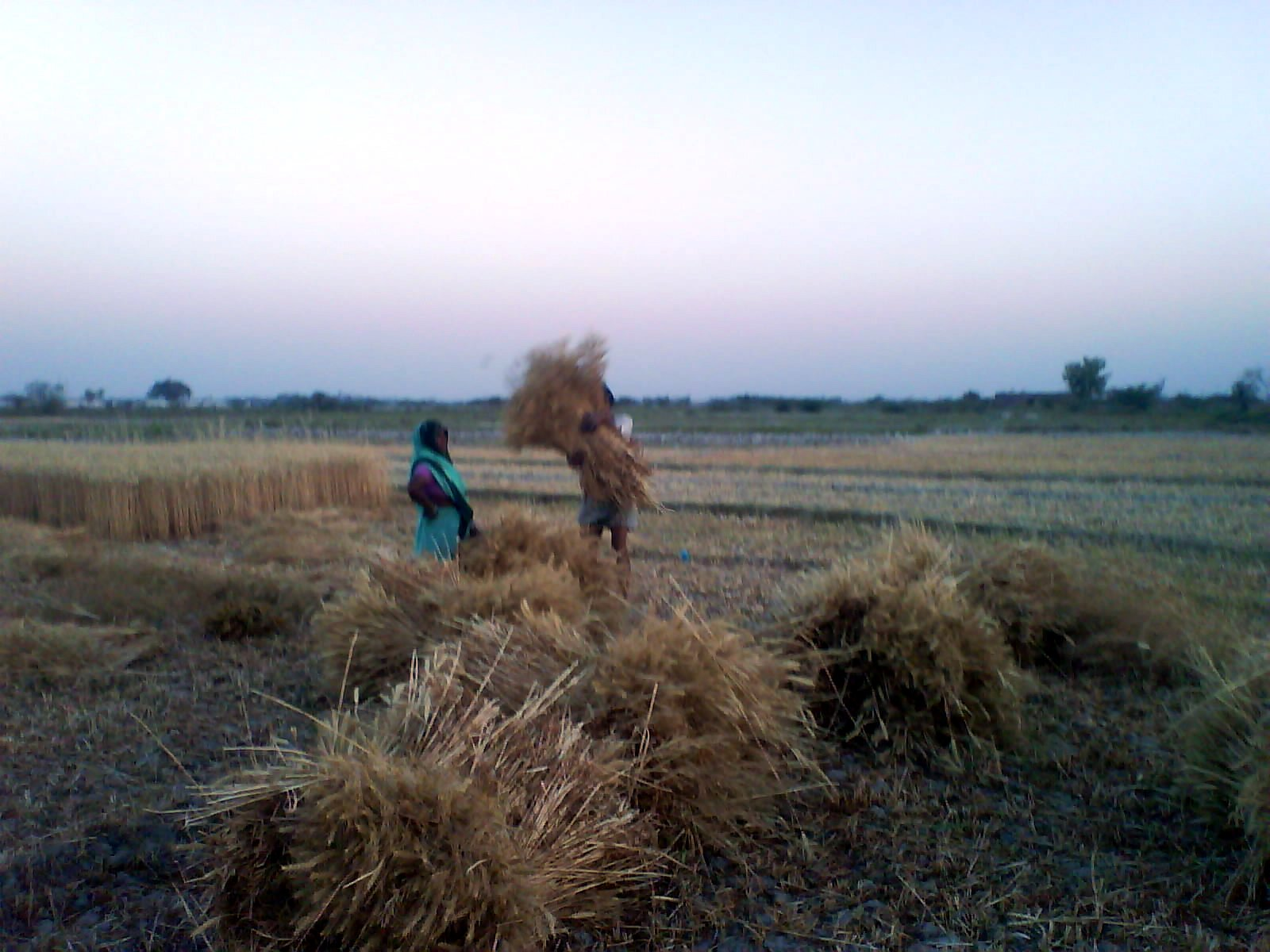
Weizenernte im Distrikt Azamgarh

Der Distrikt Azamgarh liegt im Osten Uttar Pradeshs und gehört zur Division Azamgarh. Nachbardistrikte sind Mau im Osten, Ghazipur im Südosten, Jaunpur im Südwesten, Sultanpur im Westen, Ambedkar Nagar im Nordwesten und Gorakhpur im Nordosten. Das Distriktgebiet hat eine Fläche von 4054 km² und gehört gänzlich zur flachen und intensiv landwirtschaftlich benutzten Gangesebene. Im Nordosten bildet der Fluss Ghaghara streckenweise die Grenze des Distrikts Azamgarh. Außerdem fließt die Tamsa (Tons), ein kleinerer Nebenfluss des Ganges, durch das Distriktgebiet.
Der Distrikt Azamgarh ist in die sieben Tehsils Sadar, Nijamabad, Phoolpur, Boodhanpur, Lalganj, Mehnagar und Sagari unterteilt.

## Geschichte
Der Distrikt Azamgarh wurde während der britischen Kolonialzeit 1832 als eigenständiger Distrikt der United Provinces eingerichtet. Anfangs umfasste es auch das Gebiet der heutigen Distrikte Ballia und Mau. Ballia löste sich bereits 1879 als eigenständiger Distrikt aus Azamgarh. Nach der indischen Unabhängigkeit ging aus den United Provinces der Bundesstaat Uttar Pradesh gebildet. 1988 wurde der Distrikt Mau zu einem eigenständigen Distrikt.

## Bevölkerung

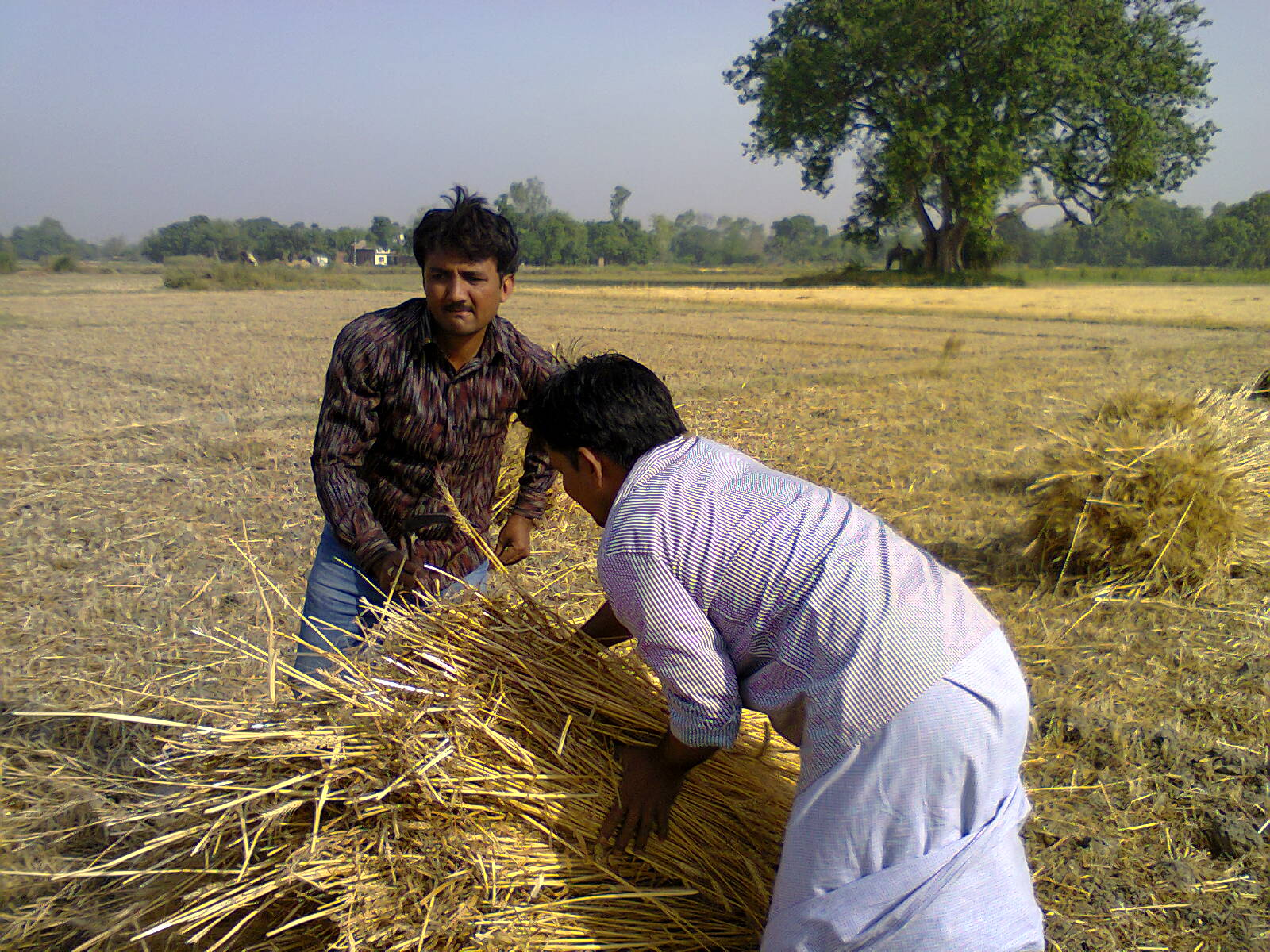
Bauern im Distrikt Azamgarh

Nach der indischen Volkszählung 2011 hat der Distrikt Azamgarh 4.613.913 Einwohner. Damit ist er gemessen an der Einwohnerzahl der viertgrößte Distrikt Uttar Pradeshs. Zwischen 2001 und 2011 wuchs die Einwohnerzahl um 17 Prozent und damit etwas langsamer als im Mittel Uttar Pradeshs (20 Prozent). Die Bevölkerungsdichte liegt mit 1138 Einwohnern pro km² über dem ohnehin schon hohen Durchschnitt des Bundesstaates (829 Einwohnern pro km²). Dabei ist der Distrikt stark ländlich geprägt: Nur neun Prozent der Einwohner leben in Städten. Die Alphabetisierungsrate liegt mit 71 Prozent über dem Mittelwert Uttar Pradeshs (68 Prozent) aber noch unter dem gesamtindischen Durchschnitt (73 Prozent).
Unter den Einwohnern des Distrikts stellen nach der Volkszählung 2001 Hindus mit 85 Prozent die deutliche Mehrheit. Daneben gibt es eine muslimische Minderheit von 15 Prozent. Die Muslime konzentrieren sich vor allem auf die Städte des Distrikts: Unter den Stadtbewohnern stellen Muslime fast die Hälfte der Bevölkerung.

## Städte
| Stadt           | Einwohner (2001) |
| --------------- | ---------------- |
| Amilo           | 21.887           |
| Atraulia        | 11.302           |
| Adari           | 12.006           |
| Azamgarh        | 104.943          |
| Azmatgarh       | 11.101           |
| Bilariaganj     | 11.891           |
| Hafizpur        | 4.520            |
| Ibrahimpur      | 6.653            |
| Jiyanpur        | 10.298           |
| Katghar Lalganj | 11.810           |
| Maharajganj     | 6.861            |
| Mehnagar        | 13.319           |
| Mubarakpur      | 51.080           |
| Nizamabad       | 12.096           |
| Phulpur         | 8.310            |
| Sarai Mir       | 15.526           |